# Anthony Balfour, 3. Baron Riverdale
Anthony Robert Balfour, 3. Baron Riverdale (* 26. Februar oder 23. November 1960) ist ein britischer Peer und parteiloser Politiker.

## Leben
Balfour wurde 1960 als Sohn von Hon. Mark Robin Balfour (1927–1995) und dessen Gattin Susan Ann Phillips († 1996) geboren. Er wurde am Wellington College in Berkshire ausgebildet.
Beim Tod seines Großvaters Robert Arthur Balfour, 2. Baron Riverdale am 26. Juni 1998 erbte er dessen Adelstitel und den damals damit verbundenen Sitz im House of Lords. Er gehört keiner politischen Partei an. Im Hansard sind keine Parlamentsreden von ihm verzeichnet. Durch den House of Lords Act 1999 verlor er am 11. November 1999 seinen erblichen Parlamentssitz. Er gehört der Hereditary Peerage Association nicht an und ist im Register Of Hereditary Peers nicht verzeichnet und steht damit nicht zu einer Nachwahl der Hereditary Peers zur Verfügung.
Da Balfour unverheiratet ist und keine Kinder hat, ist der mutmaßliche Titelerbe (Heir Presumptive) seiner Adelstitel sein Onkel Hon. David Rowland Balfour (* 1938), der ältere Halbbruder seines Vaters.